# مولیا
مولیا (به ایتالیایی: Moglia) یک کومونه در ایتالیا است که در استان منتووا واقع شده‌است.

## خصوصیات
مولیا ۳۱٫۵ کیلومترمربع مساحت و ۱٬۰۱۹ نفر جمعیت دارد و ۲۰ متر بالاتر از سطح دریا واقع شده‌است.